# FH-88 155mm榴弾砲
FH-88 155mm榴弾砲（英語: Field Howitzer 88）は、シンガポールのST エンジニアリング社が開発した155mm口径の榴弾砲。また、FH-2000などの発展型も開発された。

## FH-88
FH-88は、シンガポールが初めて自国で開発した榴弾砲である。
シンガポール陸軍においては、1973年よりソルタムM68 155mm榴弾砲が、1982年よりその改良型であるソルタムM71 155mm榴弾砲が運用されてきた。しかし、これらの榴弾砲は、運用に多くの人員を必要としており、比較的小規模な同陸軍にとっては負担が大きいものだった。このことから陸軍は、より少人数で運用できる榴弾砲を必要としていた。当時、輸出市場にはこの要求を満たす砲が存在せず、また、シンガポール政府として独自の兵器開発力の獲得が望まれたことから、ST エンジニアリング社による開発が決定された。
開発は1983年より開始され、1987年より量産に入り、翌年より同国陸軍での運用が開始された。本砲は、口径・砲身長はソルタムM71と同等で、6輪の砲架を備えるなど外形上も類似している。しかし、より優れた発射速度を備えるとともに運用人員も削減されており（ソルタムM71の12名に対して8名）、同国陸軍の要求を十分に満たすものであった。

### 諸元
- 口径：155mm/39口径長
- 俯仰角：-3°/+70°
- 旋回角：中心線から左右に20度

- 砲口初速：765メートル毎秒
- 発射速度：6発/分
- 射程：19,000メートル以上（標準榴弾）

## FH-2000
FH-2000（英語: Field Howitzer 2000）は、FH-88をもとに開発された発展・改良型として、1990年より開発された。改良点としては下記の点がある。
長砲身化
39口径長から52口径長にすることで、射程を大幅に延伸した。ERFB BB弾使用時は40キロメートルの射程を発揮できる。
APUの搭載
FH70やTRF1 155mm榴弾砲と同様の補助動力装置（APU）を搭載することで、短距離自走能力を獲得するとともに、自動化も進められた。本砲は75馬力の空冷ターボチャージャー付ディーゼルエンジンを搭載し、短距離であれば10キロメートル毎時の速度で移動できるほか、半自動式装填補助装置を搭載している。
1997年3月9日、腔発事故が発生した。事故は、ニュージーランド北島のワイオウル基地において、シンガポール陸軍砲兵隊第23大隊が実弾演習を行った際に発生し、2名が死亡、12名が負傷した。負傷者の中には、ニュージーランド軍から派遣されていた連絡下士官も含まれていた。事故は、砲弾の信管の欠陥によるものと結論された。

### 諸元
- 口径：155mm/52口径長
- 重量：13,200kg
- 俯仰角：-3°/+70°
- 旋回角：中心線から左右に20度

- 射程：19,000メートル以上（標準榴弾）/40,000メートル（ERFB BB弾）
- 発射速度：6発/分（急速射撃3分間）/2発/分（持続射撃30分間）

## SLWH ペガサス
SLWH ペガサス（英語: Singapore Light Weight Howitzer Pegasus）は、FH-88およびFH-2000の技術をもとに開発された軽量榴弾砲である。FH-2000と同様にAPUを搭載しているが、28馬力と、より低馬力のものとなっている。砲身長はFH-88と同様の39口径長であるが、砲架はアメリカ製M102 105mm榴弾砲と同様の単脚式で、FH-88やFH-2000よりも軽量となっている。

### 諸元
- 口径：155mm/39口径長
- 重量：5,400kg

- 射程：19,000メートル以上（標準榴弾）/30,000メートル（ERFB BB弾）
- 発射速度：4発/分（急速射撃3分間）/2発/分（持続射撃30分間）

## 運用国

### 現用
- シンガポール - 2023年時点で、シンガポール陸軍が52門のFH-88、18門のFH-2000、推定18門のSLWH ペガサスを保有している[1]。